# Бочиль (муниципалитет)
Бочиль (исп. Bochil) — муниципалитет в Мексике, штат Чьяпас, с административным центром в одноимённом посёлке. Численность населения, по данным переписи 2020 года, составила 37 263 человека.

## Общие сведения
Название Bochil с языка цоциль можно перевести как тыква.
Площадь муниципалитета равна 365,2 км², что составляет 0,5 % от площади штата, а наиболее высоко расположенное поселение Монте-Гранде, находится на высоте 1723 метра.
Он граничит с другими муниципалитетами Чьяпаса: на севере с Пантепеком и Хитотолем, на востоке с Ларрайнсаром, на юге с Истапой и Сояло, на западе с Чикоасеном и Коапильей.

## Учреждение и состав
Муниципалитет был образован 22 августа 1929 года, по данным 2020 года в его состав входит 77 населённых пунктов, самые крупные из которых:
| Код INEGI                  | Населённый пункт                                                               | Численность населения (2005 год) | Численность населения (2010 год) | Численность населения (2020 год) |
| -------------------------- | ------------------------------------------------------------------------------ | -------------------------------- | -------------------------------- | -------------------------------- |
| 013                        | Всего                                                                          | 26446                            | 30642                            | 37263                            |
| 0001                       | Бочиль (исп. Bochil) 16°59′47″ с. ш. 92°53′25″ з. д. (административный центр)  | 10961                            | 12404                            | 14200                            |
| 0006                       | Ахило (исп. Ajiló) 16°59′00″ с. ш. 92°56′22″ з. д.                             | 1139                             | 1271                             | 1600                             |
| 0039                       | Луис-Эспиноса (исп. Luis Espinoza) 17°01′59″ с. ш. 93°01′37″ з. д.             | 972                              | 1107                             | 1326                             |
| 0107                       | Эль-Копаль (исп. El Copal) 16°58′00″ с. ш. 92°55′39″ з. д.                     | 1040                             | 1133                             | 1256                             |
| 0034                       | Ербабуэна-Исбонтик (исп. Yerbabuena Isbontick) 16°55′58″ с. ш. 92°51′57″ з. д. | 801                              | 933                              | 1133                             |
| 0092                       | Тьерра-Колорада (исп. Tierra Colorada) 17°00′53″ с. ш. 92°54′54″ з. д.         | 544                              | 789                              | 1105                             |
| 0046                       | Монте-Гранде (исп. Monte Grande) 16°56′17″ с. ш. 92°51′45″ з. д.               | 530                              | 688                              | 852                              |
| —                          | Прочие                                                                         | 10459                            | 12317                            | 15791                            |
| Названия на карте Генштаба |                                                                                |                                  |                                  |                                  |

## Экономическая деятельность
По статистическим данным 2000 года, работоспособное население занято по секторам экономики в следующих пропорциях:
- сельское хозяйство, скотоводство и рыбная ловля — 49,4 %;
- промышленность и строительство — 15,3 %;
- торговля, сферы услуг и туризма — 33,8 %;
- безработные — 1,5 %.

### Сельское хозяйство
Выращиваемые культуры: кукуруза, овощи и фрукты.

### Производство
Существуют предприятия по производству сыра, хлеба и садовых инструментов.

## Инфраструктура
По статистическим данным 2020 года, инфраструктура развита следующим образом:
- электрификация: 92 %;
- водоснабжение: 39,5 %;
- водоотведение: 85,6 %.

## Туризм
Основными достопримечательностями являются традиционные ремесленные изделия, а также пейзажи местных ландшафтов и пышной растительности.